# Ilse van Walsem
Ilse van Walsem (Zoetermeer, 29 september 2000) is een voetbalspeelster uit Nederland. Ze speelt als aanvaller voor KVC Westerlo in de Super League.

## Carrière
Van Walsem werd geboren in Zoetermeer, groeide op in Barneveld en begon aldaar op zestienjarige leeftijd met voetballen bij SDV Barneveld. Na de coronapandemie stapte ze over naar Sparta Nijkerk. Met deze club wist ze te promoveren naar de eerste klasse. Van Walsem wist in tweeënhalf seizoen 101 doelpunten te maken. In het seizoen 2022/23 kwam Van Walsem op het hoogste amateurniveau uit voor SV Saestum. In 2024 wekte ze interesse van sc Heerenveen en Fortuna Sittard, maar koos ze voor een overstap naar het Duitse VfR Warbeyen. Na minder dan een halfjaar hield Van Walsem het alweer voor gezien bij VfR Warbeyen, waarna ze begon met meetrainen bij Fortuna Sittard. In januari 2025 tekende Van Walsen een profcontract bij de Limburgse club.
Van Walsem maakte op 27 januari 2025 haar debuut in de Vrouwen Eredivisie door in de 46ste minuut in te vallen voor Femke Prins van een uitwedstrijd tegen sc Heerenveen.
Door financiële problemen hield Fortuna Sittard na het seizoen 2024/25 op met bestaan. Hierdoor moest Van Walsem de club noodgedwongen. In het Belgische KVC Westerlo vond ze haar nieuwe werkgever.

## Statistieken
| Seizoen | Club            | Competitie | Competitie | Competitie | Beker | Beker | Overig | Overig | Totaal | Totaal |
| Seizoen | Club            | Competitie | Wed.       | Dlp.       | Wed.  | Dlp.  | Wed.   | Dlp.   | Wed.   | Dlp.   |
| ------- | --------------- | ---------- | ---------- | ---------- | ----- | ----- | ------ | ------ | ------ | ------ |
| 2024/25 | Fortuna Sittard | Eredivisie | 7          | 0          | 1     | 0     | 0      | 0      | 8      | 0      |
| Totaal  | Totaal          | Totaal     | 7          | 0          | 1     | 0     | 0      | 0      | 8      | 0      |

Bijgewerkt t/m 26 juni 2025.